# Chrysobothris schoutedeni
Chrysobothris schoutedeni es una especie de escarabajo del género Chrysobothris, familia Buprestidae. Fue descrita científicamente por Obenberger en 1921.